# Гриценко Дмитро Спиридонович
Дмитро́ Спиридо́нович Грице́нко (1 травня 1938 , Гришине, Сталінська область  — 8 січня 2013 , Гришине, Донецька область ) — український радянський партійний діяч, 1-й секретар Красноармійського райкому КПУ Донецької області. Член ЦК КПУ (1986–1990).

## Біографія
Народився 1 травня 1938 року в селі Гришине, тепер Покровського району Донецької області.
Після закінчення школи в 1956 році почав працювати в колгоспі «Донбас» села Гришине Красноармійського району Сталінської області. Через рік був призваний до лав Радянської армії.
Після повернення з армії навчався у сільськогосподарському інституті, а по його закінченні повернувся до рідного колгоспу «Донбас» на посаду заступника голови колгоспу. Член КПРС.
У 1971–1972 роках — голова колгоспу імені Свердлова села Красне Красноармійського району Донецької області.
У 1972–1977 роках — начальник управління сільського господарства Красноармійського району Донецької області.
У 1977–1979 роках — голова виконавчого комітету Красноармійської районної ради народних депутатів Донецької області.
Потім, більше десяти років працював 1-м секретарем Красноармійського районного комітету Комуністичної партії України Донецької області.
У 1991–1998 роках — голова Красноармійської районної ради народних депутатів Донецької області. Чотири рази обирався депутатом Донецької обласної ради.
З 1998 року — на пенсії в селі Гришине Красноармійського (тепер — Покровського) району Донецької області.

## Нагороди
- два ордени Трудового Червоного Прапора
- ювілейна медаль «За доблесну працю»
- медаль «За трудову доблесть»
- срібна медаль ВДНГ «За досягнуті успіхи у розвитку народного господарства СРСР»